# جامعة نانسي
جامعة نانسي (بالإنجليزية: Nancy-Université)‏ هي جامعة تقع في مدينة نانسي في فرنسا. وهو اتحاد للمعاهد الرئيسية الثلاث في منطقة لورين، وذلك قبل اندماجها مع جامعة لورين. وتتكون جامعة نانسي من ثلاث معاهد هي:
- جامعة هنري بوانكاريه (أو نانسي 1)، للعلوم الطبيعية والهندسة.
- جامعة نانسي 2، للعلوم الاجتماعية.
- معهد البوليتكنيك الوطني دي لورين، للهندسة.

تحتوي الجامعة أكثر من 50,000 طالب، وتُعتبر خامس أكبر جامعة من حيث عدد الطلاب في فرنسا.

## المكتبات
جامعة نانسي تملك العديد من المكتبات الأكاديمية. المكتبة الأكاديمية في جامعة نانسي 2 الذي إفتتحه الرئيس ألبير فرانسوا لوبران، حيث تحتوي على 500,000 وثيقة، منها 250,000 كتاب، في 35 موقع.

## التاريخ
تأسست جامعة نانسي الأصلية سنة 1572 قريباً من مدينة بونت موسسون بواسطة تشارز الثالث. ثم انتقلت إلى مدينة نانسي سنة 1768. أُغلقت سنة 1793 من قبل الثوار، وأُعيد فتحُها سنة 1864.